# Lucy Chau
Lucy Cristina Chau (Ciudad de Panamá, 29 de noviembre de 1971) es una docente, investigadora, poeta y escritora panameña. Ha ganado distintos premios literarios, incluyendo el Premio Nacional de Literatura Ricardo Miró en la sección poesía.

## Biografía
Es egresada de la Universidad de Panamá como Licenciada en Humanidades con especialización en el idioma inglés y tiene un postgrado en Docencia Superior por la Universidad de las Américas (UDELAS).  Desde 1995 es Intérprete Público Autorizado por el Ministerio de Gobierno y la Cancillería de Panamá, con manejo completo del idioma inglés y el español, además de estudios en italiano, francés y portugués. También posee licencia de locución para la República de Panamá.

### Carrera artística
Desde 1993 pertenece al Colectivo de Escritores José Martí. Fue la creadora y conductora de la iniciativa artística 'El Cuento de los Martes', en el año 2003, la cual continuó a modo de blog por unos años y en el 2018 la iniciativa pasó a ser una columna semanal en el diario El Siglo.
Cantó como solista y coros en el disco 'Vida de Perros' de la agrupación panameña Trópico de Cáncer.
Su obra literaria la componen tres poemarios, un libro de cuentos, una investigación y adicionalmente se encuentra en diversas antologías y revistas literarias de tiraje internacional.
También realiza Videopoemas, escribe la columna semanal "El Cuento de los Martes" para el diario "El Siglo" de Panamá, es profesora de Inglés de la Universidad de Panamá, es locutora, actriz y cantante.
Una artista polifacética, que actualmente está escribiendo su primera novela "El Retorno" y participó del documental de Hernán García "El Otro Portobelo"
Sus poemas "Migración" y "La Negra" calaron hondo en el corazón de los panameños.
Sus libros "De la puerta hacia adentro", "La Casa Rota" ,"La Virgen de la cueva" y "Oveja Negra" son parte del sentir colectivo de Panamá

### Activismo
Desde 2010 coorganiza el Festival Internacional de Poesía Ars Amandi de Panamá y desde 2013 al 2018 era miembra activa de El Kolectivo, movimiento que aglutina artistas y activistas por los derechos humanos que encuentran ahí un espacio para la libertad de expresión y la protesta creativa y alternativa.

## Premios
- Concurso de Poesía "Gustavo Batista Cedeño", 2006;[9]
- Concurso Nacional de Literatura "Ricardo Miró", 2008 en la sección poesía;[10]
- Premio Centroamericano de Literatura "Rogelio Sinán", 2009-2010[11] en la categoría cuento.

### Otros reconocimientos
- Reconocimiento como 'Mujer Destacada' 2017 ofrecido por la Defensoría del Pueblo de Panamá.[12]

## Publicaciones
Lucy Cristina Chau tiene las siguiente obras publicadas:
- IndiGentes (poesía, 2007). Solamente 100 ejemplares numerados salieron a la calle el 21 de marzo de 2007, cuando su autora propuso a varios indigentes distribuir el libro con un solo poema en la ciudad, explicando que era una oferta por ser el Día Mundial de la Poesía. La experiencia fue registrada en el blog IndiGentes.[13]
- Violencia de importación: seguridad ciudadana en los medios (2008). Trabajo de investigación y de monitoreo de la prensa escrita que se distribuye en Panamá durante algunas semanas del 2008 bajo la coordinación de la Fundación Friedrich Ebert.
- La Virgen de la Cueva (poesía), poemario ganador del Premio Nacional de Poesía Joven Gustavo Batista Cedeño 2006.
- La casa rota (poesía), es el poemario ganador del Premio Nacional de Literatura Ricardo Miró de la República de Panamá en la categoría Poesía 2008.
- De la puerta hacia adentro (cuento) es el ganador del Premio Centroamericano de Literatura Rogelio Sinán 2010.
- Mujeres o diosas (poesía, 2013). Este libro fu seleccionado para la Colección Casa de Poesía del Festival Internacional de Poesía de Costa Rica y la Universidad de Costa Rica en el 2013.